# Encarsia galilea
Encarsia galilea är en stekelart som beskrevs av Rivnay 1988. Encarsia galilea ingår i släktet Encarsia och familjen växtlussteklar.
Artens utbredningsområde är:
- Egypten.
- Israel.

Inga underarter finns listade i Catalogue of Life.